# Enfrentamientos en la gobernación de Deir ez-Zor (abril de 2018)
El 29 de abril de 2018, un enfrentamiento tuvo lugar entre las fuerzas armadas de Siria y las Fuerzas Democráticas Sirias, en la gobernación de Deir ez-Zor.

## Desarrollo
El 29 de abril, el Ejército sirio se hizo con cuatro poblados en el margen oriental del río Éufrates. Según informó el Observatorio Sirio para los Derechos Humanos (OSDH), nueve miembros de las fuerzas regulares y seis de las FDS murieron en los combates. El portavoz de las FDS, Kino Gabriel, afirmó que los enfrentamientos estaban «apoyando al terrorismo» y eran «un intento de obstruir la guerra contra el terrorismo». Horas más tarde, las FDS reportaron haber recuperado todas las localidades que habían perdido, en tanto que el OSDH afirmó que tres de las cuatro habían sido recapturadas.
Algunas fuentes locales afirmaron que aviones de la coalición internacional liderada por Estados Unidos efectuaron ataques aéreos sobre las tropas sirias, aunque desde el Pentágono se declaró que éstos habían sido de advertencia.